# Jean-Paul Fleri Soler
Jean-Paul Fleri Soler (5 juni 1964) is een Maltees voormalig windsurfer.

## Resultaten
| Jaar | Plaats    | Resultaten      |
| ---- | --------- | --------------- |
| 1988 | Seoel     | 35e Division II |
| 1992 | Barcelona | 33e Lechner     |